# Ewa Kowalska
Ewa Kowalska (ur. 10 marca 1950 w Warszawie, zm. 6 marca 2017 tamże) – polska chemiczka, inżynier, samodzielny pracownik nauki Instytutu Chemii Przemysłowej w Warszawie.

## Biografia
Córka Zdzisława i Leokadii. Absolwentka, magister inżynier 1972 roku Politechniki Warszawskiej. 1 lutego 1979 r. doktor nauk chemicznych. 27 września 2004 r. habilitowała się dysertacją z technologii chemicznej. Zmarła 6 marca 2017 r., 14 marca 2017 r. naukowczynię pochowano w grobie rodzinnym.

## Publikacje
- 2004, Hydrocarbon resin as a new modifier of syndiotactic polystyrene, Sławomir Gałka, Ewa Kowalska, Z. Wielgosz[2]
- 2004, Processing properties of syndiotactic polystyrene versus metallocene catalytic systems and polymerization conditions, Ewa Kowalska, W. Skupiński, Z. Wielgosz, S. Pasynkiewicz | Artykuł[2]
- 2004, Physical and mechanical properties of composites based on syndiotactic polystyrene, Sławomir Gałka, Ewa Kowalska, W. Skupiński, Z. Wielgosz, S. Pasynkiewicz | Artykuł[2]
- 2004, Metallocene catalytic systems and polymerization conditions versus processing properties of syndiotactic[2]
- 2005, Żywice węglowodorowe jako modyfikatory tworzyw termoplastycznych, Sławomir Gałka, Ewa Kowalska, Izabella Danuta Legocka | Artykuł[2]
- 2005, Zastosowanie żywic węglowodorowych jako modyfikatorów tworzyw termoplastycznych, Sławomir Gałka, Ewa Kowalska, Izabella Danuta Legocka, M. Żubrowska | Artykuł[2]
- 2006, Wykorzystanie rozwłóknionych odpadów wielowarstwowych laminowanych kartonów do płynnej żywności jako napełniaczy polietylenu, Polimery, vol. 51, L. Kuczyńska, Zbigniew Andrzej Wielgosz, M. Choroś, E. Kowalska | Artykuł[2]
- 2006, Recykling odpadów dywanów i wykładzin dywanowych, Polimery, vol. 51, M. Choroś, L. Kuczyńska, Zbigniew Andrzej Wielgosz, E. Kowalska | Artykuł[2]